# 1I/’Oumuamua

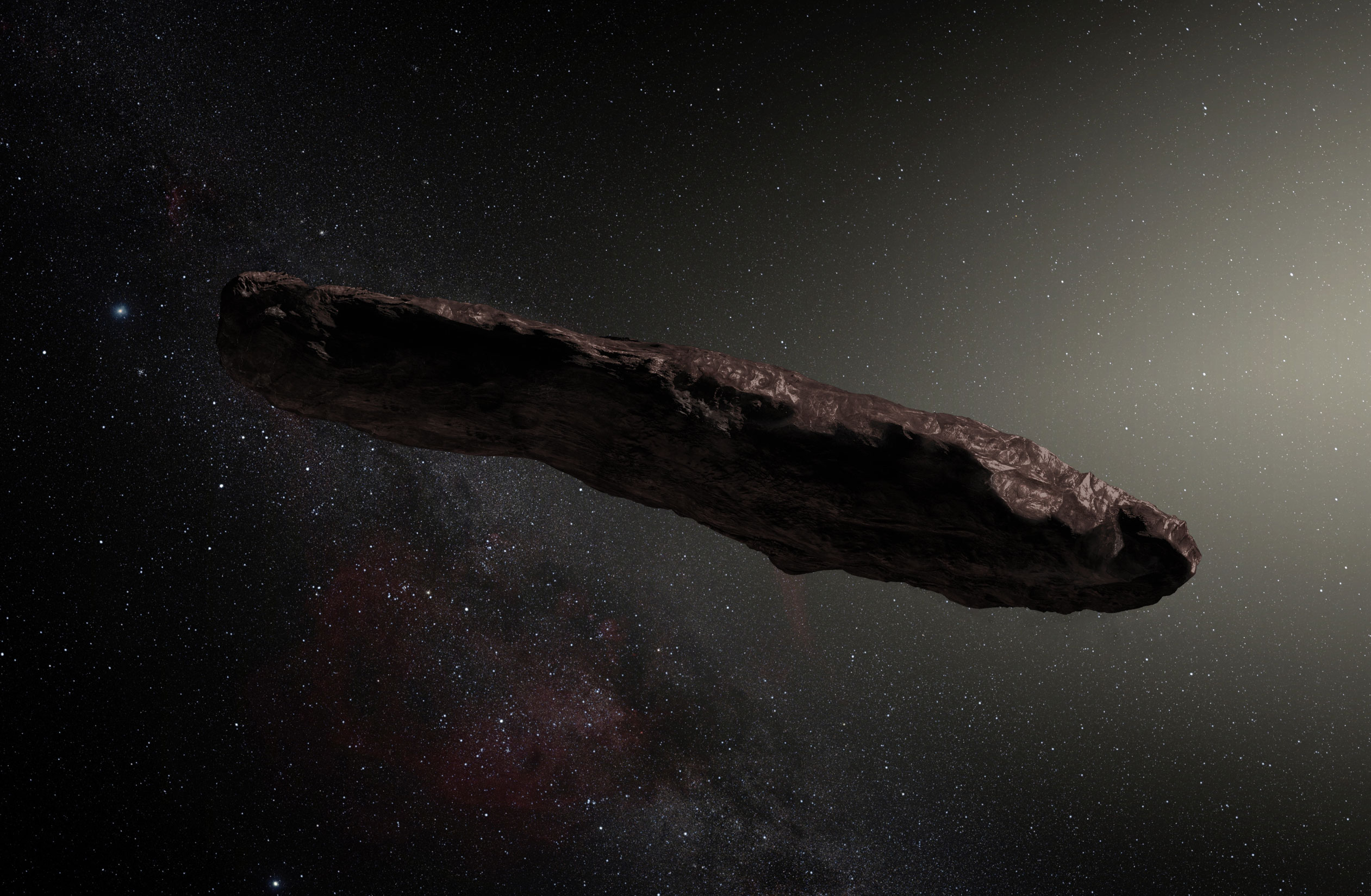
(ESO/M. Kornmesser & nagualdesign) Az 'Oumuamua művészi, elképzelt ábrázolása

Az 'Oumuamua az első ismert olyan objektum, amely a csillagközi térből a Naprendszerbe érkezett. A Nemzetközi Csillagászati Unió (IAU) által adott azonosítója 1I/2017 U1.

## Felfedezése
Az objektumot (melyet később aszteroidának gondoltak) Rob Weryk, a Hawaii Csillagászati Intézet Egyetemének munkatársa fedezte fel 2017 október 19-én egy Mauin lévő csillagvizsgálóban a Pan-STARRS távcső segítségével.

## Jellemzői
Méretei: körülbelül 400 × 40 méter, felszíne vöröses színű.
Nagy sebességű, erősen elnyújtott, excentrikus (1,20), hiperbolikus pályán halad. A sebességét és pályáját vizsgáló kutatók szerint egy másik csillag körüli bolygórendszerből érkezett.
Alakja szokatlanul elnyújtott, hengeres, ami a Naprendszerbeli aszteroidák esetén legfeljebb 3 : 1, az 'Oumuamua esetén ez a hossz : vastagság arány 10 : 1. Felszíne a kozmikus sugárzás miatt vöröses árnyalatú, ami azt jelenti, hogy nincs rajta porréteg, anyaga feltehetően nagy sűrűségű szikla vagy fém. Tengely körüli forgásának periódusa 7,3 óra.
A pálya nagy excentricitása arra utal, hogy az objektum nem kötődik a Naprendszerhez, ezt megerősíti a hiperbolikus sebessége is. Legnagyobb sebessége a Nap közelében volt, amit 2017. szeptember 9-én ért el, ennek értéke 87,71 km/s (315 756 km/h). Inklinációja 123° az ekliptikához viszonyítva.
A hiperbolikus sebesség miatt az 'Oumuamua nem marad a Naprendszerben, hanem 2020 körül elhagyta azt a Pegazus csillagkép irányában.
Felszínét félméteres vastagságban szerves anyag borítja, ami az évmilliókon át (vagy tovább) tartó kozmikus sugárzás miatt alakult ki. Ez megvédi a vízben gazdag, üstökös-szerű belsejét a megolvadástól, illetve ezért nincs üstökös-szerű csóvája. A Nap közelében a felszín hőmérséklete elérte a 300 °C-ot.
Magyar kutatók korábbi tanulmánya szerint (ami 2009-ben az Astrophysical Journalben jelent meg) az aszteroidák alakja a nagy számú mikrometeorral való apró, véletlenszerű ütközések következtében lecsiszolódik, és a hosszan tartó folyamat következtében korábbi alakjukon egy vagy több él jön létre, majd formájuk hosszúkássá válik. A Naprendszerben lévő aszteroidák esetén a hosszúkás forma kialakulásához nincs elég idő, mivel eközben más objektumokkal ütközhetnek, vagy a bolygók gravitációs hatása miatt széteshetnek. A csillagközi tér ritkább, kevesebb végzetes dolog akad egy ottani kisbolygó útjába, miközben mikroütközések folyamatosan érik. Az 'Oumuamua több százmillió éves utazása alatt szivarformára kopott a sok milliárd apró ütközéstől.
Ugyanazon magyar kutatók 2017-ben megjelent tanulmánya az 'Oumuamua elnyújtott alakjának magyarázatával foglalkozik.
Az 'Oumuamuát eleinte üstökösként azonosították, később azonban úgy vélték, hogy inkább aszteroida lehet, az üstökösökre jellemző csóva hiánya miatt. A pályaadatok folyamatos vizsgálata azonban eltérést mutatott egy kizárólag gravitációs pályán haladó objektumhoz képest (az objektum nem lassult eléggé). Miután más, a pályát befolyásoló tényezőket kizártak (sugárzási nyomás, hőhatás, napszél), a kutatók arra a következtetésre jutottak, hogy a pálya apró ingadozásainak oka az objektumból kiáramló gázok hatása, ami azt jelenti, hogy nem aszteroidáról van szó, hanem üstökösről, aminek legnagyobb mérete pár száz méter lehet.

## Nevének jelentése
Az 'Oumuamua név jelentése hawaii nyelven: „elsőként érkező távoli üzenet”.
További hivatalos nevek
1I; 1I/2017 U1; 1I/ʻOumuamua; és 1I/2017 U1 (ʻOumuamua).

## Hasonló objektumok
A csillagászok úgy gondolják, hogy hasonló, a csillagközi térből érkező objektumok évente többször betévednek a Naprendszerbe, de az eddigi objektumok vagy túl kicsik voltak, vagy túl halványak az észleléshez.